# Rhea Perlman
Rhea Jo Perlman (sinh ngày 31 tháng 3 năm 1948) là nữ diễn viên người Mỹ. Cô từng thủ vai bồi bàn Carla Tortelli trong sitcom Cheers (1982–1993). Trong suốt 11 mùa phim, bà đã mười lần được đề cử giải Emmy ở hạng mục "Nữ phụ nổi bật", thắng bốn lần; và kỷ lục sáu đề cử Quả cầu vàng cho "Nữ phụ phim truyền hình xuất sắc nhất". Bà cũng từng tham gia trong một số phim khác như Canadian Bacon (1995), Matilda (1996), The Sessions (2012), Poms (2019) và Barbie (2023).

## Tiểu sử
Perlman sinh ngày 31 tháng 3 năm 1948 tại Coney Island, Brooklyn, thành phố New York. Cha là Philip, nhập cư từ Ba Lan, giám đốc một xưởng sản xuất búp bê, mẹ là Adele, làm kế toán. Em gái bà là biên kịch, nhà sản xuất phim Heide Perlman.
Bà học diễn xuất tại Đại học Hunter, New York, tốt nghiệp bằng Cử nhân Nghệ thuật năm 1968.

## Đời tư

Vợ chồng Perlman và Danny DeVito năm 2006.

Perlman gặp Danny DeVito vào ngày 17 tháng 1 năm 1971 khi đi xem bạn của mình cùng với nam diễn viên đóng vở kịch The Shrinking Bride. Cả hai chuyển tới ở cùng nhau sau hai tuần làm quen. Ngày 28 tháng 1 năm 1982, họ kết hôn.
Cặp đôi sinh được ba người con: Lucy Chet DeVito, Grace Fan DeVito và Jacob Daniel DeVito. Perlman là người Do Thái còn DeVito theo đạo Công giáo.